# Tokiói monovasút
A tokiói egysínű vasút (東京モノレールTokyo Monoreru), teljes nevén Tokió Haneda repülőtér egysínű vasútvonal (東京モノレール羽田空港線 Tokyo Monoreru Haneda Kuko sen) egy egysínű vasútvonal, mely Haneda Nemzetközi repülőtér (Óta, Tokió) és Hamamatsuchó állomások (Minato, Tokió) között létesít kapcsolatot. A szerelvények emelt pályán közlekednek, kivéve Shinseibijo és Haneda 2-es terminál, valamint Seibijo és a Nemzetközi terminál közötti szakaszon, ahol a föld alatt vezet az út. A vonal jórészt a Tokiói-öböl mentén fut.

## Járatszolgáltatások és állomások
Az alábbi három járatszolgáltatás működik a vonalon:
| Járattípus                             |              | Irány  | Haneda Nemzetközi terminál | 1-es terminál | 2-es terminál |
| -------------------------------------- | ------------ | ------ | -------------------------- | ------------- | ------------- |
| Haneda expressz (空港快速Kūkō Kaisoku) | Hamamatsuchó | Oda    | 14 perc                    | 18 perc       | 20 perc       |
|                                        |              | Vissza | 13 perc                    | 17 perc       | 19 perc       |
| Gyorsjárat (区間快速 Kukan Kaisoku)    | Hamamatsuchó | Oda    | 16 perc                    | 20 perc       | 22 perc       |
|                                        |              | Vissza | 15 perc                    | 19 perc       | 21 perc       |
| Személyvonat (普通 Futsu)              | Hamamatsuchó | Oda    | 18 perc                    | 23 perc       | 25 perc       |
|                                        |              | Vissza | 18 perc                    | 22 perc       | 24 perc       |

Állomások
● A szerelvény az adott állomáson megáll

| az adott állomáson nem áll meg
|     | Állomás neve                         | Japánul            | Távolság (km) | Haneda Expressz | Gyorsvonat | Személyvonat |
| --- | ------------------------------------ | ------------------ | ------------- | --------------- | ---------- | ------------ |
| 1.  | Hamamatsuchó                         | モノレール浜松町   | 0.0           | ●               | ●          | ●            |
| 2.  | Tennózu-sziget                       | 天王洲アイル       | 4.0           | \|              | ●          | ●            |
| 3.  | Ói Keibajó-mae                       | 大井競馬場前       | 7.1           | \|              | ●          | ●            |
| 4.  | Ryútsú központ                       | 流通センター       | 8.7           | \|              | ●          | ●            |
| 5.  | Shówajima                            | 昭和島             | 9.9           | \|              | \|         | ●            |
| 6.  | Seibijó                              | 整備場             | 11.8          | \|              | \|         | ●            |
| 7.  | Tenkúbashi                           | 天空橋             | 12.6          | \|              | \|         | ●            |
| 8.  | Haneda repülőtér nemzetközi terminál | 羽田空港国際線ビル | 14.0          | ●               | ●          | ●            |
| 9.  | Shin-Seibijó                         | 新整備場           | 16.1          | \|              | \|         | ●            |
| 10. | Haneda repülőtér 1-es terminál       | 羽田空港第１ビル   | 16.9          | ●               | ●          | ●            |
| 11. | Haneda repülőtér 2-es terminál       | 羽田空港第２ビル   | 17.8          | ●               | ●          | ●            |

A szerelvények 3-5 percenként közlekednek.

## Járműpark
- 1000-es sorozat, 1989 óta
- 2000-es sorozat, 1997 óta
- 10 000-es sorozat, 2014. Július óta

A járműparkot 6 kocsiból álló 1000-es és 2000-es szerelvények alkotják, melyek maximális sebessége 80 km/óra. Minden kocsiban az ülések kombinálva vannak: a jármű két oldalán, menetiránynak megfelelően és háttal, valamint a vagon közepén elhelyezve. A poggyászok számára külön extra csomagtér biztosított. A szerelvényeket karbantartását és tárolását az üzemidőn kívül a Shówajima melletti remizben végzik. 2014 júliusától kezdve a szintén 6 kocsiból álló 10 000-es szerelvények bevonása megkezdődött a régi 1000-es típusúak lecserélése céljából.

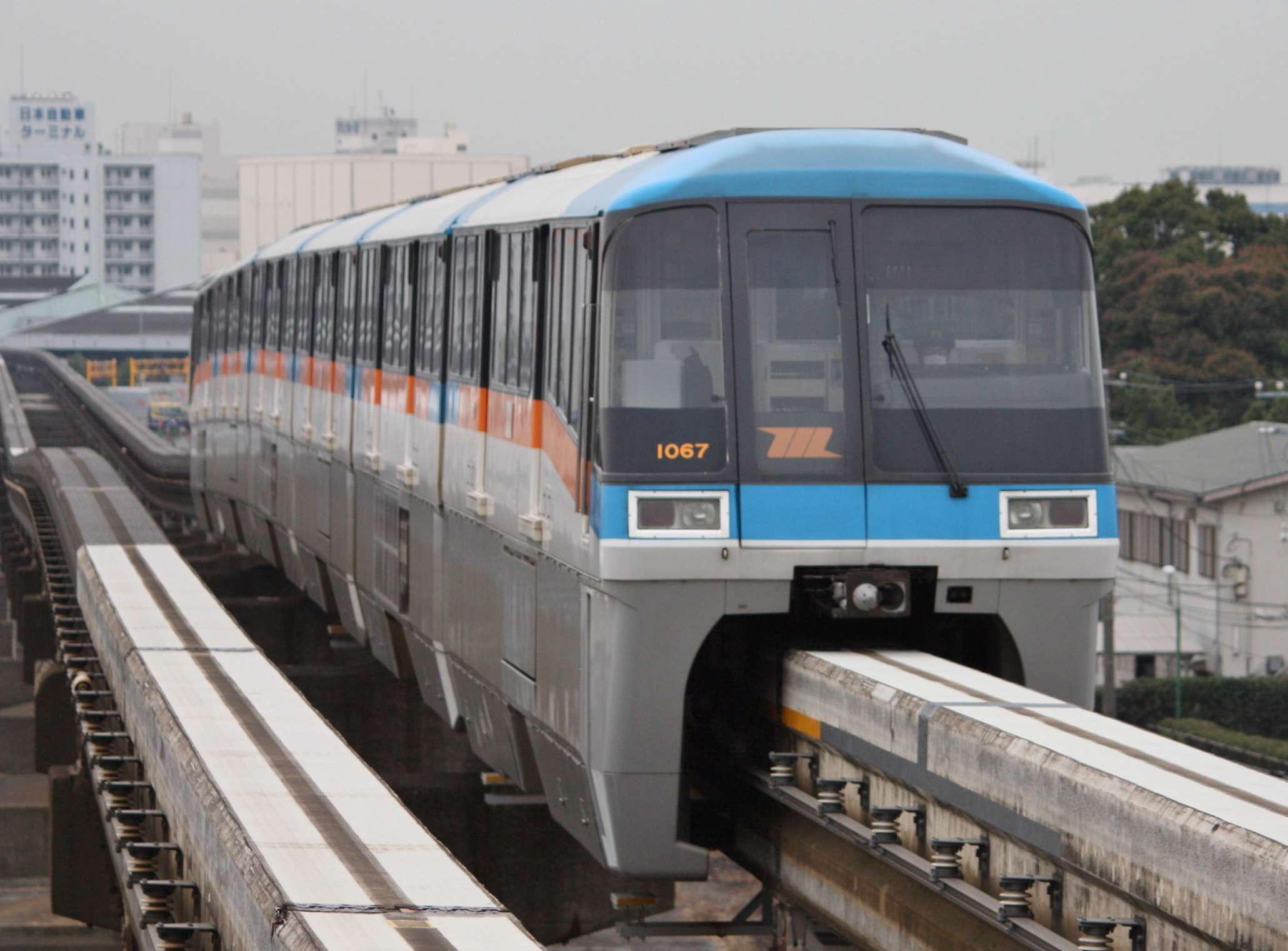
1000-es sorozat (2009 február)
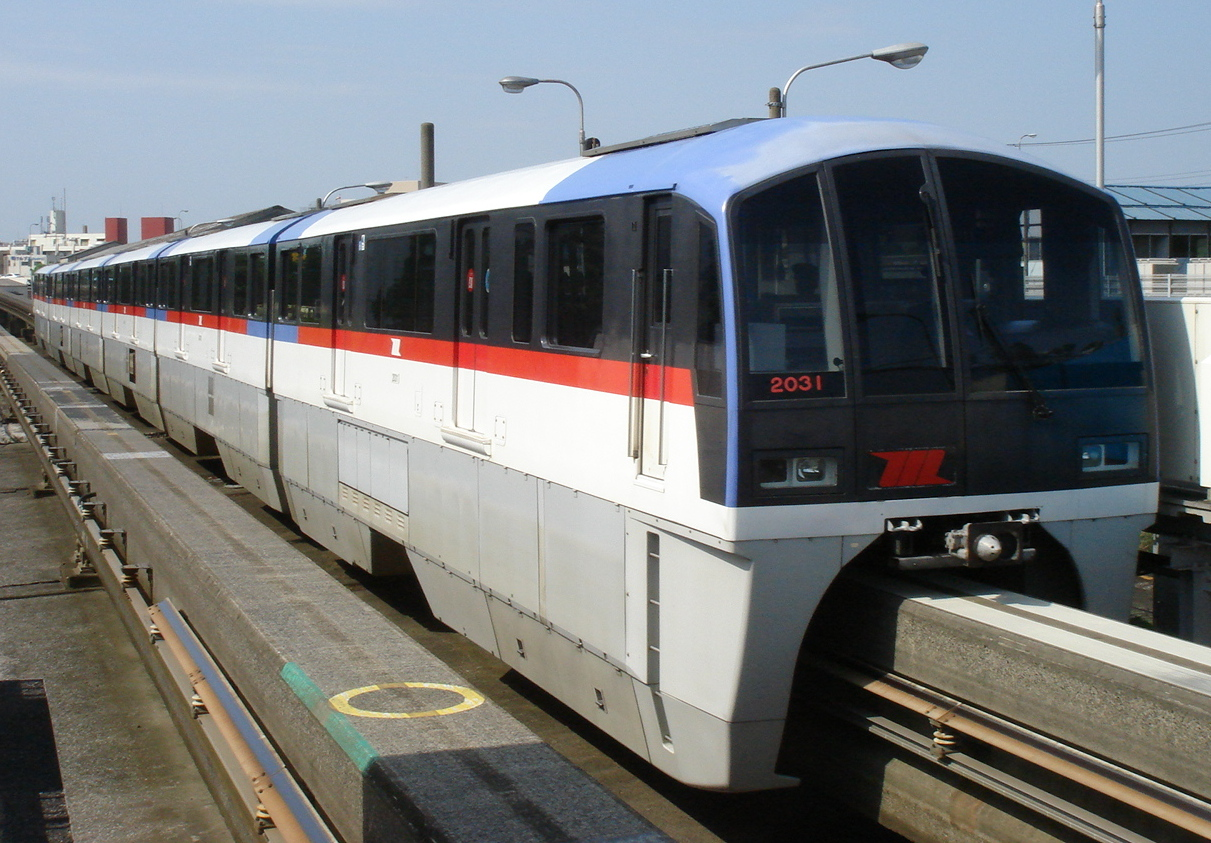
2000-es sorozat (2006 május)
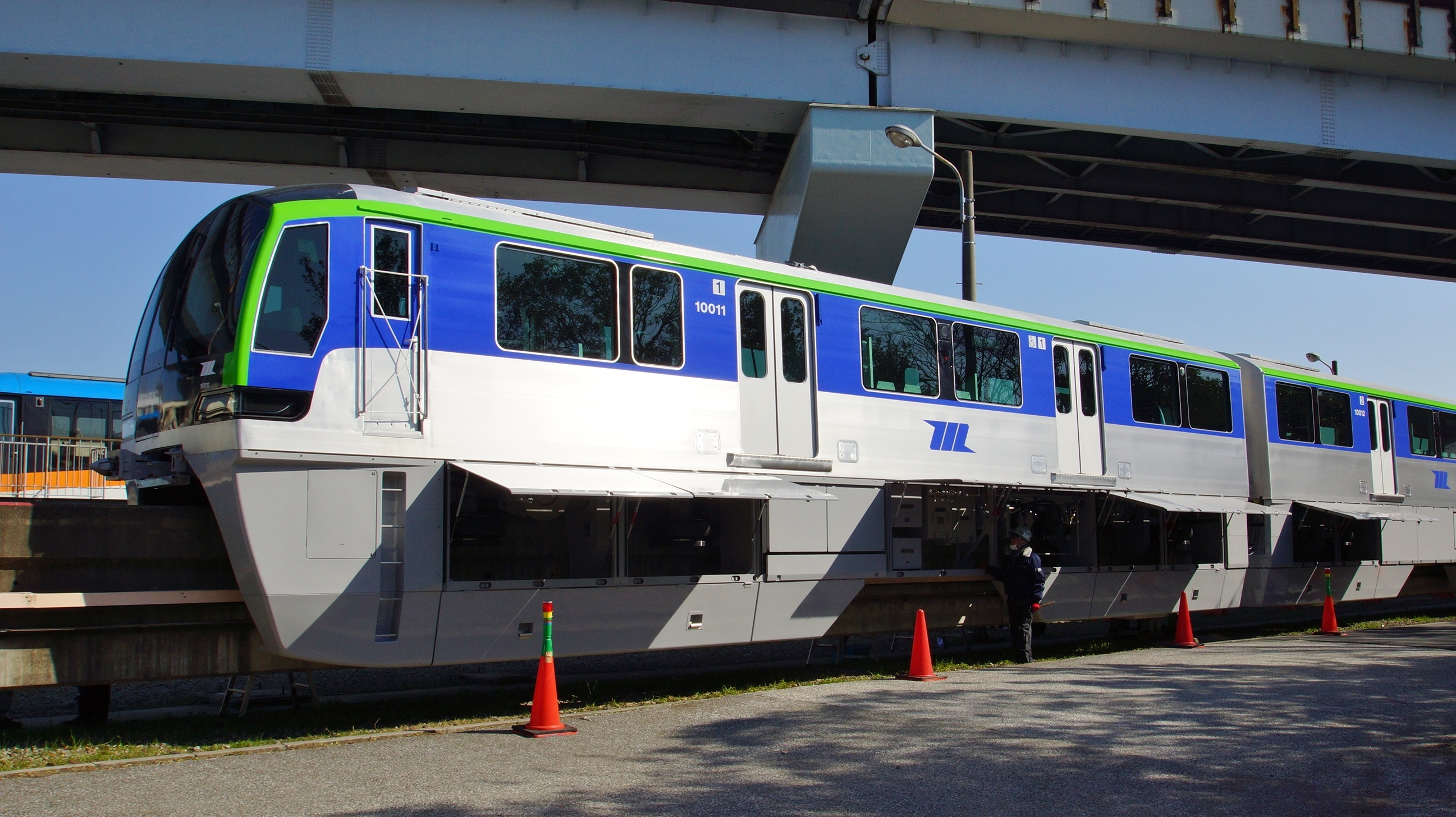
10 000-es sorozat (2014 március)

Régebbi járműpark
A vonalon üzemeltetett régebbi járműpark: 100-as/200-as/300-as/350-es sorozatok (1964-1978), 500-as sorozat (1969-1991), 600-as sorozat (1977-1997) valamint a 700-as/800-as sorozat (1982-1998).

## Jegyek és üzemidő
A vonal eredetileg tagja volt a privát, csakis JR East Suica kártya- rendszernek, de mára már mind a Suica mind az újabb Pasmo kártya rendszerrel igénybe vehető.
A tokiói egysínű vasút 11 állomással rendelkezik és hajnali 5 órától éjfélig üzemel. Pontosabban az első járat a repülőtér irányába 04:58-kor indul, az utolsó pedig 00:01-kor. Hamamatsuchó felé az első indulás 05:11-kor és az utolsó pedig 00:05-kor történik. Az utazóközönség számára minden állomás 23:38ig vehető igénybe.

## A vonal története
A vonalat 1964-ben nyitották meg, mely egybeesett az 1964-es nyári olimpia megnyitójával. Az első szerelvényeket Japánban a Hitachi Monorail készítette a német ALWEG tervei alapján.(ugyanezen tervek alapján készültek a Seattle központi- és a Disneyland monovasút kocsijai is). Később modernebb típuscsere történt 1969-ben, 1977-ben és 1989-ben.
Először csak a repülőtér és Hamamatsuchó között ingáztak a szerelvények. A köztes állomásokat csak később építették és csatolták a teljes vonalhoz.

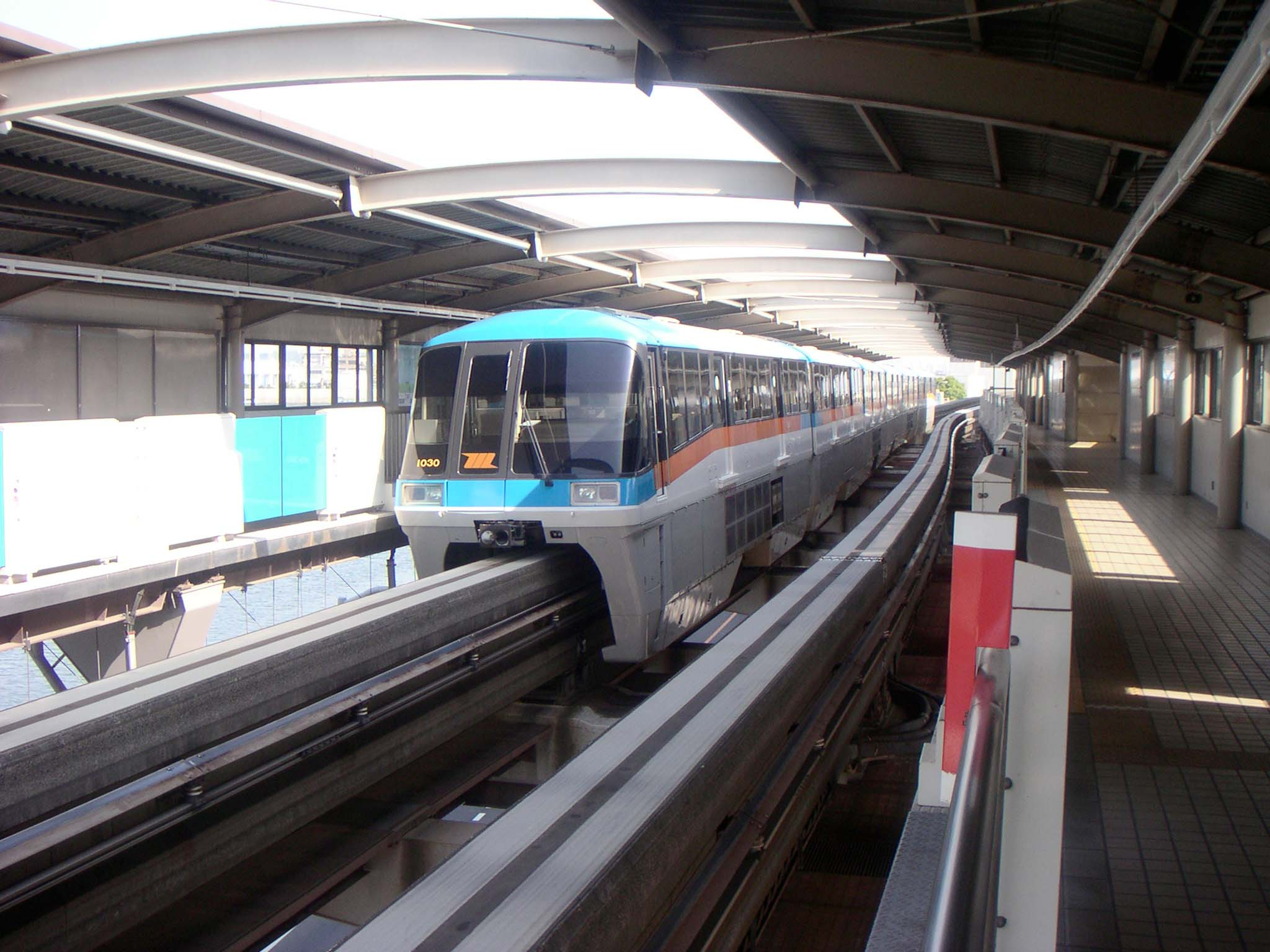
Egy 1000-res sorozat Seibijó állomásnál

Az üzemelés megkezdésekor az utas terminál a repülőtér nyugati oldalán helyezkedett el, Seibijotól délre. Ez volt a vonal déli végállomása is, melyet 1993-ban az akkor épülő 1-es terminállal párhuzamosan áthelyeztek. A régit elbontották, helyet adva a meghosszabbított "B" kifutópályának. Habár az alagútból a pályaszakaszt elbontották és a bejáratát befedték, a mai napig megtalálható az eredeti alagútszerkezet a kifutópálya alatt.
Az új 2-es terminált 2004. december 1-jén adták át 0,9 km-es vonal hosszabbítással, valamint a 2007. március 18-án megnyitott fordítóvágány Showajimanál lehetővé tette az expressz járatok indítását. A nemzetközi terminálhoz tartozó megállót 2010. Október 21.-én avatták fel.
2007. január 24j-én indítása óta 1,5 milliárd utast szállított.
A vonalat a Tokyo Monorail Co. Ltd. Üzemelteti. A JR East 2002-ben részvényeket vásárolt és jelenleg a 70%-ban részesedik a cégből. A maradék 12%-ban Hitachi, 9%-ban JAL és 9%-ban ANA.

## Jövőbeli tervek
2009 júniusában a Tokyo Monorail Co. Ltd. hivatalosan is értesítette a Föld-, Infrastruktúra és közlekedési minisztériumot, hogy terveik közt szerepel az egyvágányú Hamamatsuchó végállomás (mely az elmúlt 45 évben érintetlen volt) kétvágányú és kétperonúvá alakítása. Ezzel a körülbelül 26 milliárd yen-es beruházásnak köszönhetően sikerülne az óránkénti 18-ról 24-re bővíteni a járatkapacitást és egy egészen Shimbashi állomásig tartó vonalhosszabbítást létrehozni.

## Fordítás
- Ez a szócikk részben vagy egészben  a   Tokyo monorail című angol Wikipédia-szócikk fordításán alapul.  Az eredeti cikk szerkesztőit annak laptörténete sorolja fel. Ez a jelzés csupán a megfogalmazás eredetét és a szerzői jogokat jelzi, nem szolgál a cikkben szereplő információk forrásmegjelöléseként.